# 横脉荚蒾
横脉荚蒾（学名：Viburnum trabeculosum）为五福花科荚蒾属的植物，是中国的特有植物。分布于中国大陆的云南等地，生长于海拔2,000米至2,200米的地区，见于林缘灌丛中以及草坡上，目前尚未由人工引种栽培。